# Haplohymenium stenoglossum
Haplohymenium stenoglossum là một loài Rêu trong họ Thuidiaceae. Loài này được (Cardot & Thér.) Broth. mô tả khoa học đầu tiên năm 1909.